# Carpilius convexus
Carpilius convexus är en kräftdjursart som först beskrevs av Forskål 1775.  Carpilius convexus ingår i släktet Carpilius och familjen Carpiliidae. Inga underarter finns listade i Catalogue of Life.

## Bildgalleri

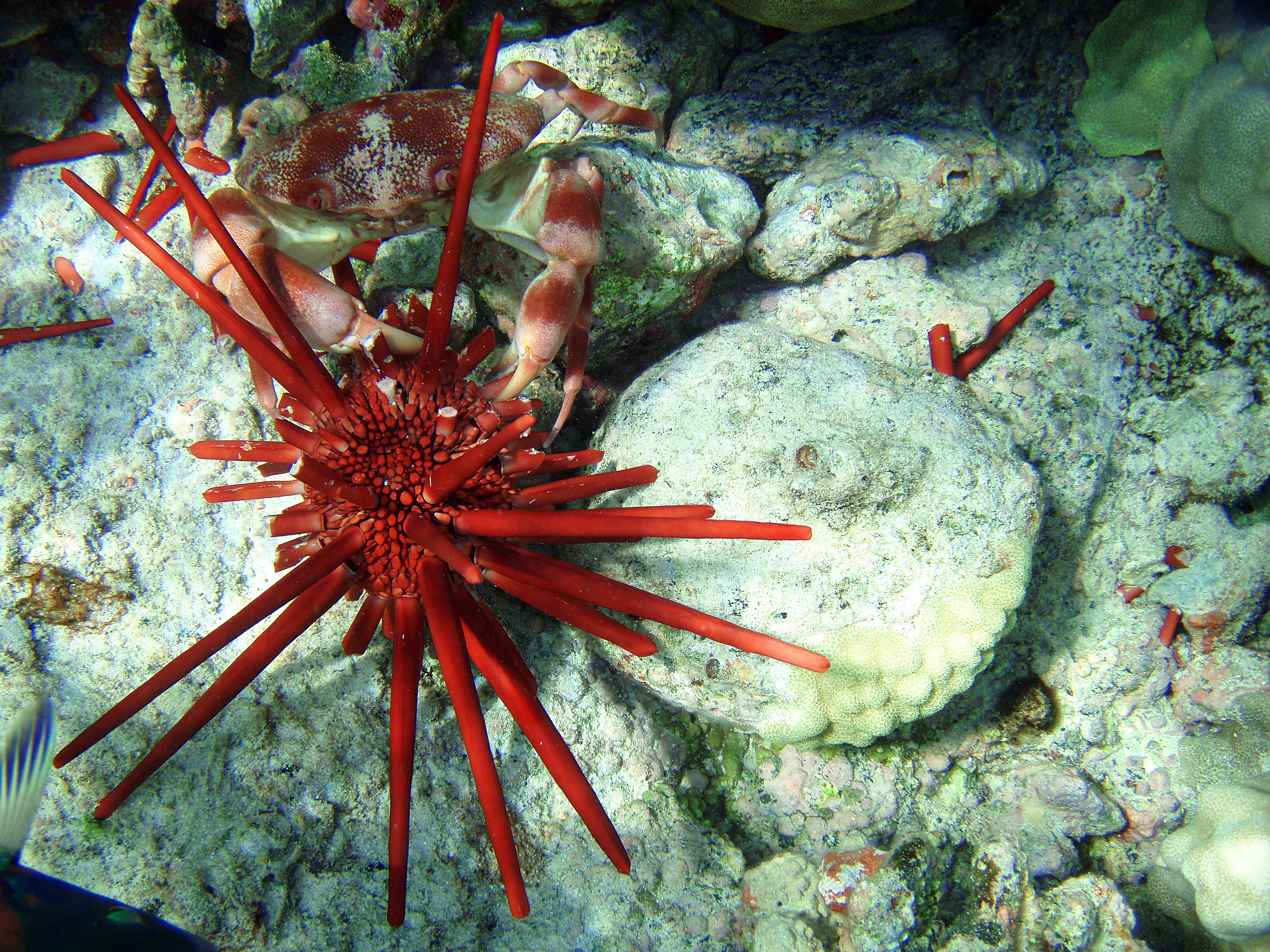
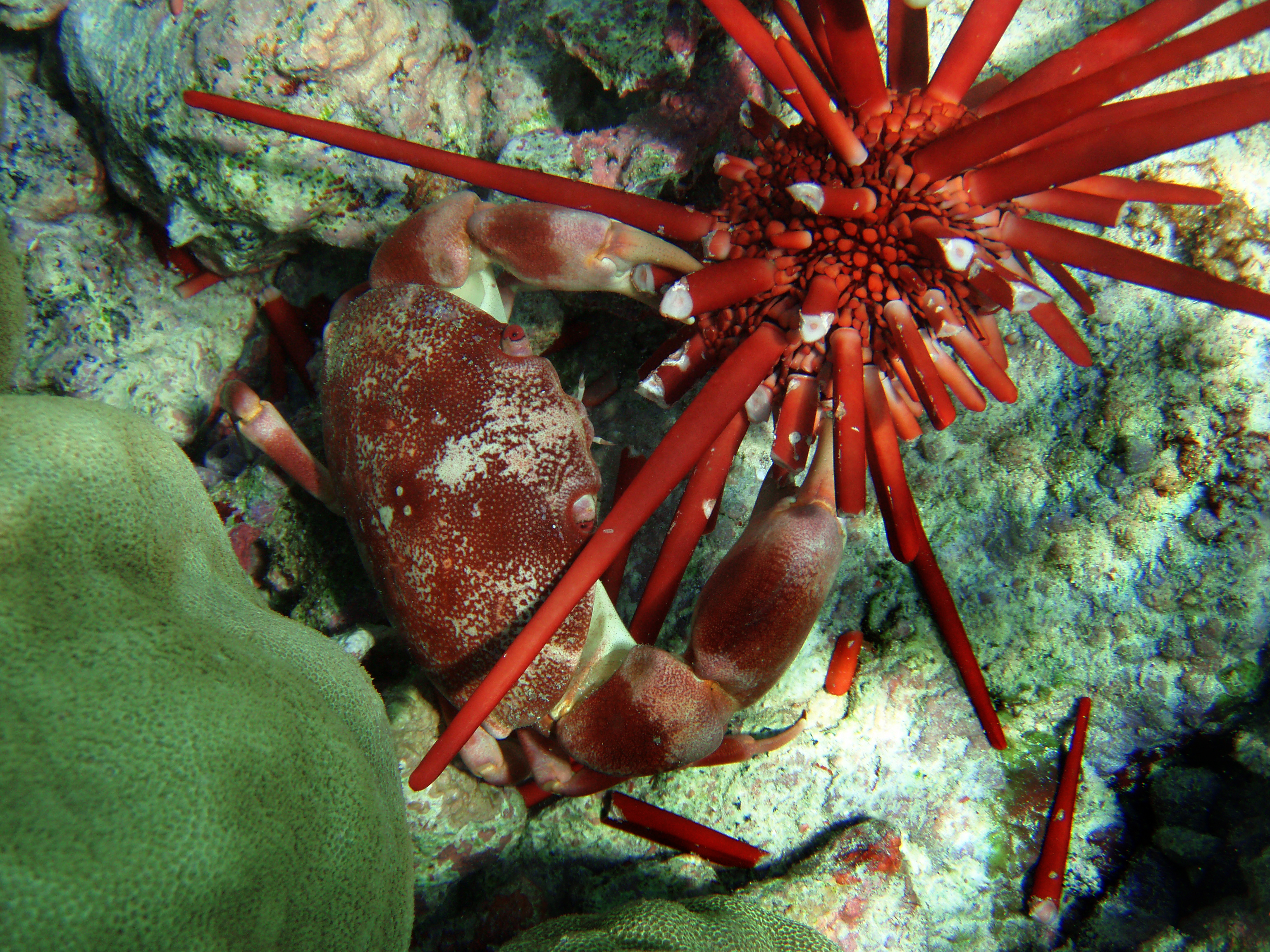
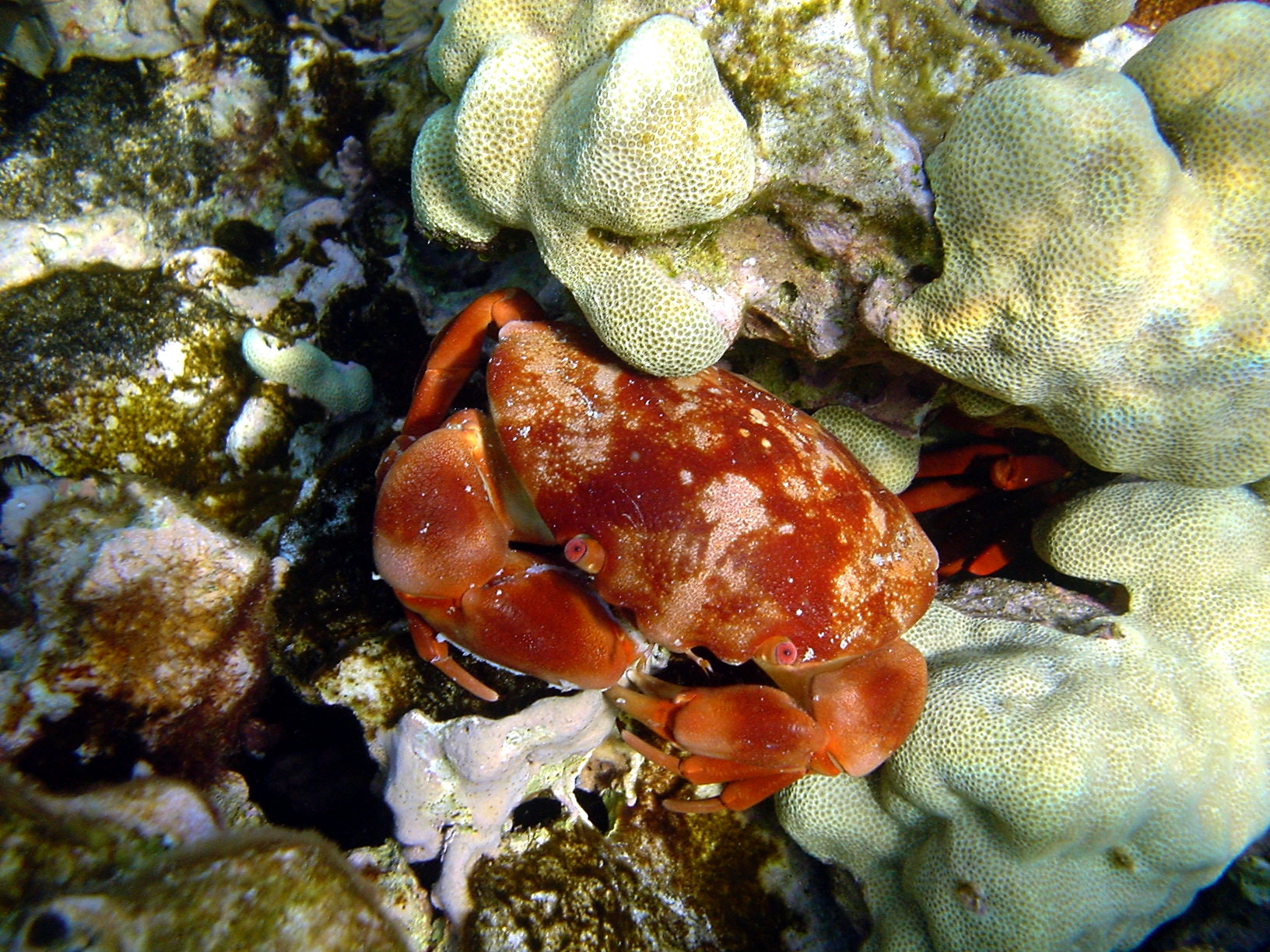
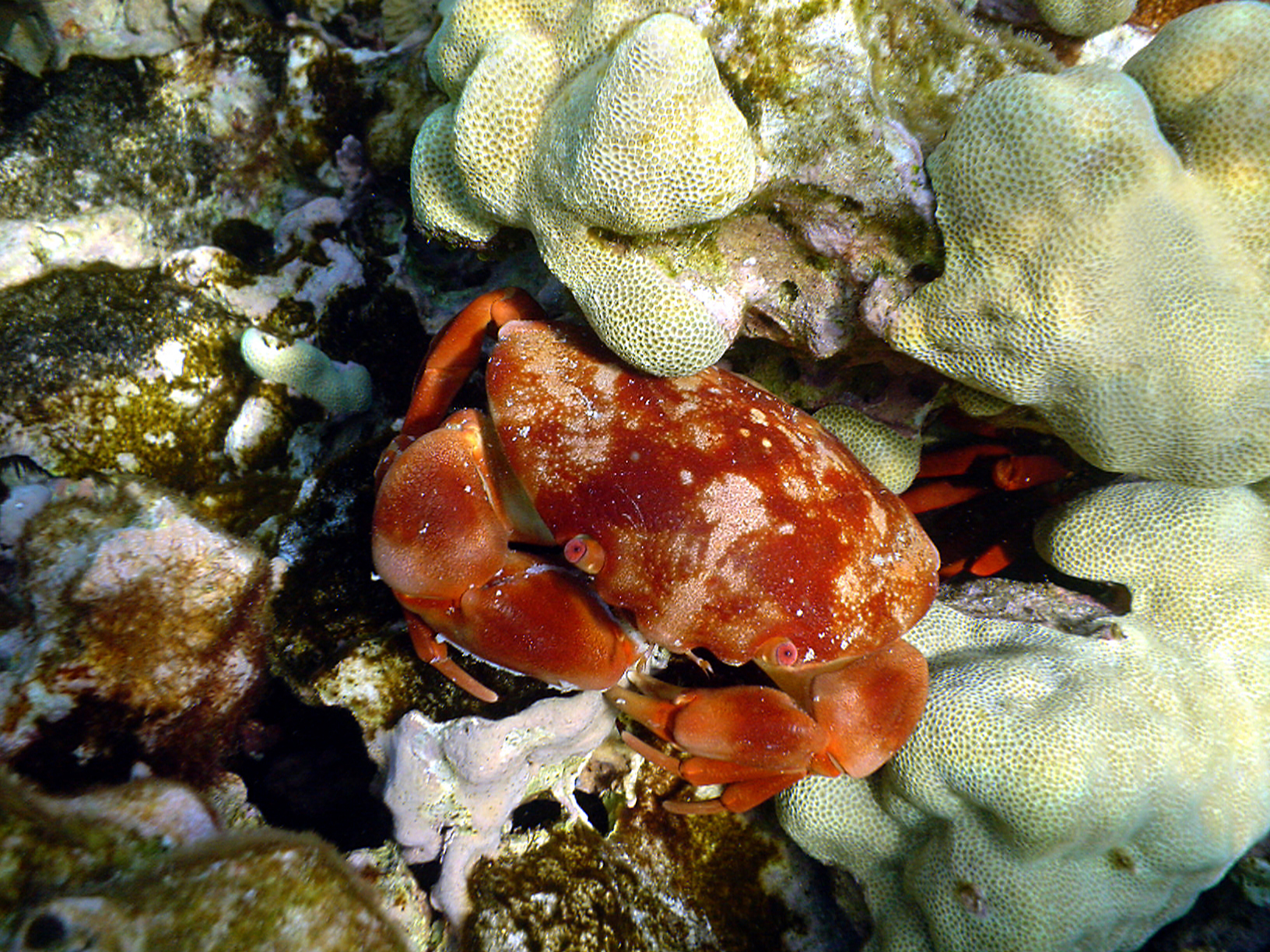
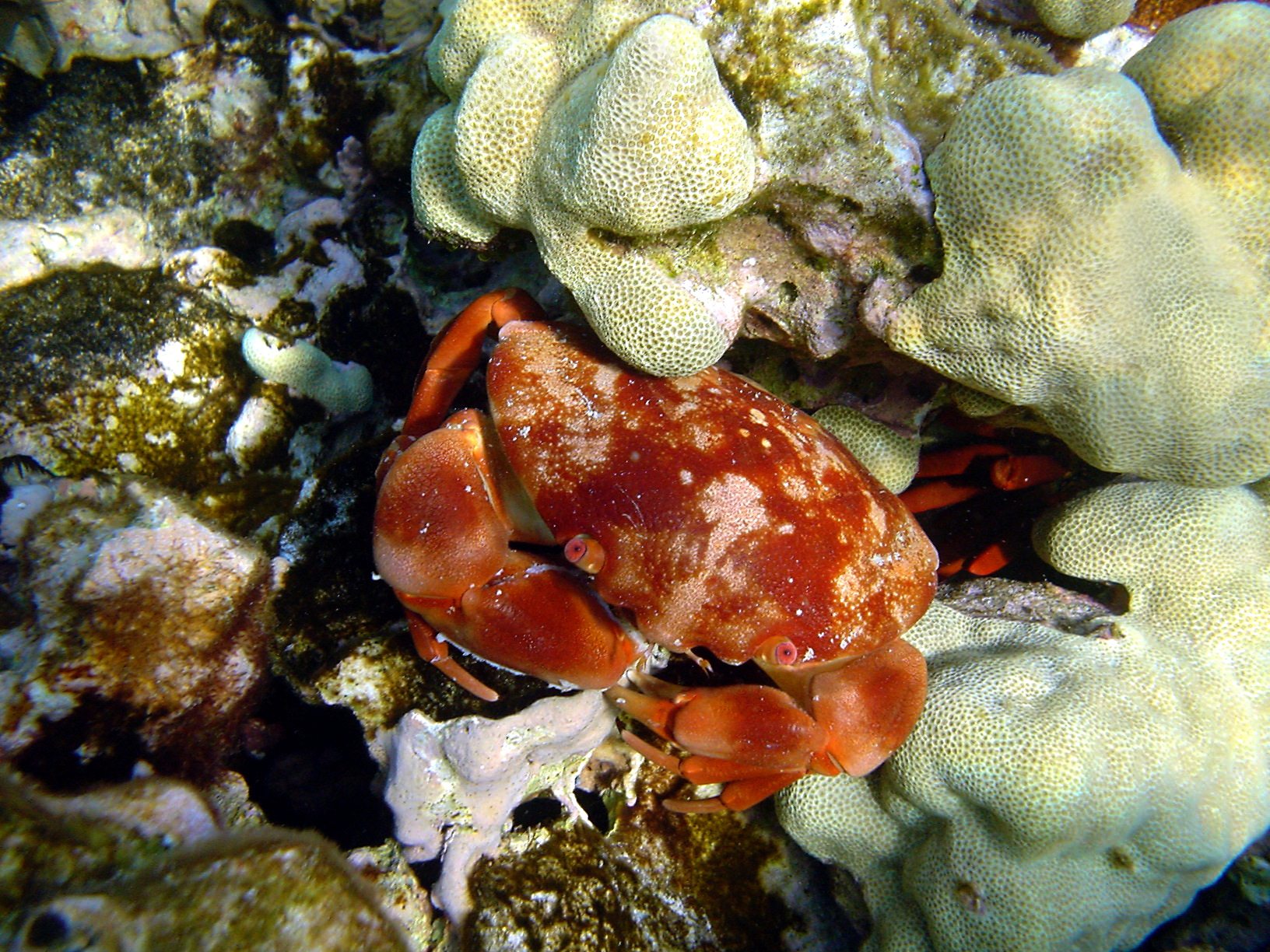